# Constantin von Wurzbach

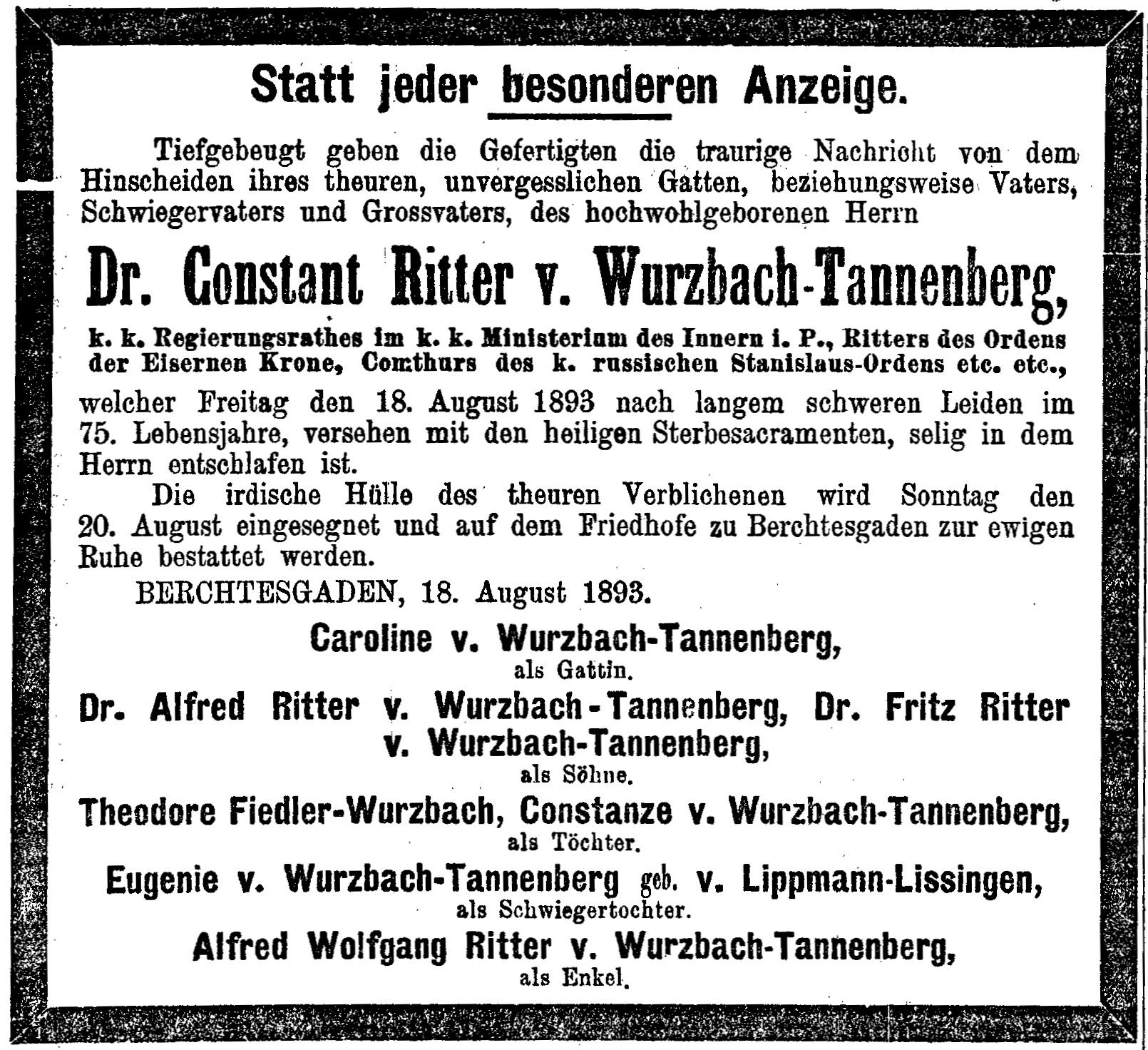
Parte Constanta Wurzbacha von Tannenberga (1818-1893)

Constantin Ritter von Wurzbach-Tannenberg (11. dubna 1818 Lublaň – 18. srpna 1893 Berchtesgaden) byl rakouský bibliograf, lexikograf a spisovatel.
Studoval ve Štýrské Hradci, v roce 1837 vstoupil do rakouské armády, později v aktivní službě získal titul doktora filosofie na univerzitě ve Lvově. Živil se do roku 1848 jako novinář, později jako bibliotekář v knihovně ministerstva vnitra ve Vídni.
Jeho životním dílem byl Biographisches Lexikon des Kaiserthums Oesterreich. Za své dílo byl vyznamenán rytířským křížem Řádu Františka Josefa a Řád železné koruny III. třídy (na základě tohoto řádu povýšen na šlechtický stupeň rytíře).

## Život
Narodil jako Eduard Konstantin Michael (jako hlavní jméno užíval Constantin, případně i ve tvaru Constant), jeho otec byl Dr. iur. Maximilian Wurzbach, který byl roku 1854 povýše do šlechtického stavu s predikátem von Tannenberg (Constantin byl později na základě udělení Řádu železné koruny povýšen do rytířského stupně šlechtictví). V roce 1835 zahájil studia práv ve univerzitě ve Štýrském Hradci, ale studia zanechal po čtyřech semestrech a roku 1837 vstoupil do armády k pěchotě. S armádou se dostal do Lvova, kde byl v roce 1841 na tamější univerzitě promován na doktora (jako vůbec první rakouský voják v činné službě). Poté vystoupil z armády a působil jako skriptor univerzitní knihovny.
V roce 1843 oženil s Antonií Hinzinger. V roce 1847 pracoval u lvovských novin (Lemberger Zeitung) a roku 1848 působil jako politický novinář. Ku konci roku vstoupil nejprve do dvorní knihovny, poté byl ustanoven jako archivář ministerstva vnitra a konečně do administrativní knihovny tohoto ministerstva, kde zůstal až do roku 1874.

## Dílo
- Die Volkslieder der Polen und Ruthenen. Wien 1846
- Parallelen. Wiegand, Leipzig 1849
- Die Sprichwörter der Polen historisch erläutert. 2. vydání, Wien 1852
- Die Kirchen der Stadt Krakau. Wien 1853
- Der Page des Kaisers : ein Gedicht von der Treue. Düsseldorf : Arnz, 1854. digitalizovaná kopie
- Bibliographisch-statistische Übersicht der Litteratur des österreichischen Kaiserstaats. 3 díly, Wien 1853–1856
- Biographisches Lexikon des Kaiserthums Oesterreich. 60 svazků, Wien 1856–1891
- Das Schillerbuch. Wien 1859
- Joseph Haydn und sein Bruder Michael. Wien 1862
- Historische Wörter, Sprichwörter und Redensarten. Prag 1863
- Glimpf und Schimpf in Spruch und Wort. Wien 1864
- Mozartbuch. Wien 1868
- Franz Grillparzer. Wien 1871
- Zur Salzburger Biographik. 1872
- Ein Madonnenmaler unsrer Zeit: E. Steinle. Wien 1879